# Archidiecezja São Salvador da Bahia
Archidiecezja São Salvador da Bahia (łac. Archidioecesis Sancti Salvatoris in Brasilia; por. Arquidiocese de São Salvador da Bahia) – rzymskokatolicka archidiecezja ze stolicą w Salvador da Bahia w stanie Bahia, w Brazylii. Najstarsza brazylijska diecezja. Arcybiskupi São Salvador da Bahia są również prymasami Brazylii oraz metropolitami metropolii São Salvador da Bahia.
W 2017 w archidiecezji służyło 125 zakonników (w tym 103 kapłanów) i 647 sióstr zakonnych.

## Historia
25 lutego 1551 papież Paweł III bullą Super specula erygował pierwszą w Brazylii diecezję São Salvador da Bahia de Todos os Santos. Dotychczas wierni z tych terenów należeli do archidiecezji Funchal (obecnie diecezja Funchal) ze stolicą na Maderze.
W późniejszych latach z diecezji wyodrębniono kolejne brazylijskie jednostki administracyjne Kościoła:
- 19 lipca 1575 - prałaturę terytorialną São Sebastião do Rio de Janeiro (obecnie archidiecezja São Sebastião do Rio de Janeiro)
- 1614 - prałaturę terytorialną Pernambuco (obecnie archidiecezja Olinda i Recife)

16 listopada 1676 papież Innocenty XI wyniósł diecezję São Salvador da Bahia de Todos os Santos do rangi archidiecezji metropolitarnej oraz zmienił jej nazwę na obecną.
Wraz z rozwojem Kościoła w Brazylii w XX wieku z arcybiskupstwa São Salvador da Bahia wyodrębniły się:
- 3 stycznia 1910 - diecezja Aracaju (obecnie archidiecezja Aracaju)
- 20 października 1913 - diecezję: Barra, Caetité i Ilhéus
- 6 kwietnia 1933 - diecezja Bonfim
- 10 maja 1941 - diecezja Amargosa
- 14 listopada 1959 - diecezja Ruy Barbosa
- 21 lipca 1962 - diecezja Feira de Santana (obecnie archidiecezja Feira de Santana)
- 28 października 1974 - diecezja Alagoinhas.

12 stycznia 1953 papież Pius XII mianował arcybiskupa São Salvador da Bahia Augusta Álvaro da Silve pierwszym kardynałem z tej stolicy arcybiskupiej.
Archidiecezję dwukrotnie odwiedził papież Jan Paweł II:
- w 1980  Osobny artykuł: 7 podróż apostolska Jana Pawła II.
- w 1991

W XXI wieku dwukrotnie dokonano podziału terytorium arcybiskupstwa - 15 grudnia 2010, kiedy powstała diecezja Camaçari oraz 22 listopada 2017, gdy erygowano diecezję Cruz das Almas.